# José Ángel Divassón Cilveti
José Ángel Divassón Cilveti (ur. 23 kwietnia 1939 w Artajona) – hiszpański duchowny rzymskokatolicki posługujący w Wenezueli, w latach 1996-2015 wikariusz apostolski Puerto Ayacucho.

## Życiorys
Święcenia kapłańskie przyjął 11 lutego 1965. 23 lutego 1996 został mianowany wikariuszem apostolskim Puerto Ayacucho ze stolicą tytularną Bamaccora. Sakrę biskupią otrzymał 4 maja 1996. 14 października 2015 przeszedł na emeryturę.